# Loyalton (Kalifornia)
Loyalton – miasto w Stanach Zjednoczonych, w stanie Kalifornia, w hrabstwie Sierra. Według spisu ludności przeprowadzonego przez United States Census Bureau, w roku 2010 miasto Loyalton miało 769 mieszkańców.